# Atriplex microphylla
Atriplex microphylla är en amarantväxtart som först beskrevs av Carl Peter Thunberg, och fick sitt nu gällande namn av Carl Ludwig von Willdenow. Atriplex microphylla ingår i släktet fetmållor, och familjen amarantväxter. Inga underarter finns listade i Catalogue of Life.